# Цилиндроспориоза
Цилиндроспориоза, бяла ръжда или кокомикоза е гъбна болест по кръстоцветните растения. Причинител е Albugo candida. Напада всички надземни части, основно листата и по-рядко дръжките на плодовете. Причинява хипертрофия и деформиране, унищожава цветовете и семената. По листата се появяват дребни кафяво-червени до морави петна с кръгла до неправилна форма.

## България
В България е позната от 1961 г. Първоначално е установена в Русенска област, вероятно пренесена от Румъния. През 1970 г. е установена и в Кюстендилска област. Сега е разпространена във всички райони на страната.

## Борба
Химична борба – тя може да се води по два начина – чрез приложение на профилактични или след инфекциозни (лечебни пръскания).